# 杉崎駅
杉崎駅（すぎさきえき）は、岐阜県飛騨市古川町杉崎にある、東海旅客鉄道（JR東海）高山本線の駅である。

## 歴史
- 1952年（昭和27年）12月25日：国鉄高山本線飛騨古川 - 飛騨細江間に、杉崎（すぎざき）仮乗降場として新設[1][2]。
- 1955年（昭和30年）10月15日：駅に昇格[2]。杉崎（すぎさき）駅となる[1][2]。旅客営業のみ[2]。
- 1956年（昭和31年）：駅舎完成[1]。
- 1987年（昭和62年）4月1日：国鉄分割民営化に伴い、東海旅客鉄道（JR東海）の駅となる[2]。

## 駅構造
単式ホーム1面1線を有する地上駅。木造駅舎を備える。
高山駅管理の無人駅。高山本線で開設時から1面1線構造のまま変わっていない駅は当駅の他、飛騨宮田駅とJR西日本管内東八尾駅・婦中鵜坂駅だけである。
また、当駅 - 飛騨古川駅間は飛騨地方の同線では数少ない直線区間であり、駅間も2.3kmと短い。当駅から飛騨古川駅（映画『君の名は。』のワンシーンが見られる跨線橋等）を遠望出来る。

## 駅周辺
駅南側を宮川が流れる。また駅周辺には姉小路基綱の歌碑がある。
- 古川杉崎簡易郵便局
- ヴィレッジハウス古川（旧・雇用促進住宅）

## 隣の駅
東海旅客鉄道（JR東海）
CG 高山本線
飛騨古川駅 (CG28) - 杉崎駅 - 飛騨細江駅